# Филип К. Дик
Филип Киндред Дик (на английски: Philip Kindred Dick), известен още като Ричард Филипс, е американски романист и автор на научна фантастика, оказвал голямо влияние върху жанра.

## Биография
Дик продава първия си разказ през 1952 г., и оттогава се концентрира изцяло върху писането. През 50-те години и 60-те години той често е близо до финансова криза и е принуден да пише огромни количества страници на ден, тъй като плаща и издръжка на първата си съпруга. За да смогва на темпото, Филип Дик приема амфетамини ежедневно. За пет години успява да напише шестнадесет романа. В интервю за списание Ролинг Стоун Дик казва, че първото произведение, което е написал без да използва амфетамини, е „Камера помътняла“ (1977).

## Творчество
Въпреки че получава признание от писатели като Станислав Лем, до смъртта си Дик не е особено популярен сред читателската аудитория. След като умира през 1982 г., няколко от неговите романи са филмирани и по този начин широкия кръг от читатели се запознава с него. Произведенията му днес са сред най-четените научнофантастични творби, а Дик си е спечелил подкрепата и на читателите, и на критиката.
Предвещавайки киберпънк стила, в ранните си романи и разкази Дик разглежда социални и политически теми, докато по-късните му произведения се занимават с наркотиците и теологията, повлияни от жизнения му опит в романи като „Камера помътняла“ и „VALIS“. Алтернативните вселени също са честа тема на произведенията му, като измислените светове са населени предимно от обикновени трудещи се хора, а не от галактически елит. „В книгите на Дик няма нищо героично“, казва Урсула Ле Гуин, „но има герои. Напомня за Дикенс: важни са честността, постоянството, добротата и търпението на обикновените хора.“
Романът му „Човекът във високия замък“ свързва жанровете на алтернативната история и научната фантастика, което му донася наградата Хюго през 1963 година. В подобни романи Дик пише за хора, които е обичал, поставяйки ги в измислени светове, където поставя под въпрос реалността на идеите и институциите. „В моите творби аз поставям под съмнение Вселената; чудя се дали тя е реална и се чудя дали всички ние сме реални“, пише Дик.

## Произведения

### Романи
издавани на български език
- (1953) The Cosmic Puppets
  - Война на реалности. Превод Юлиян Стойнов. София: Бард, 1994, 217 с.
- (1961)The Man in the High Castle
  - Човекът във високия замък. Превод Юлиян Стойнов. София: Бард, 1993, 350 с. ISBN 954-585-002-3
- (1963) The Game-Players of Titan
  - Играчите от Титан. Превод Васил Велчев. София: ИнфоДар, 2005, 276 с. ISBN 000648249 X
- (1966) Do Androids Dream of Electric Sheep? („Сънуват ли андроидите електроовце“)
  - Беглец по острието.[6] Превод Юлиян Стойнов. София: Аргус, 1994, 252 с. ISBN 954-570-009-2
- (1966) Ubik
  - Юбик. Превод Юлиян Стойнов. Бургас: Офир, 1999, 213 с. ISBN 954-8811-10-3
- (1964) The Three Stigmata of Palmer Eldritch
  - Трите стигми на Палмър Елдрич. София: ИнфоДар, 2006, 342 с. ISBN 954-761-212-3
- (1973) A Scanner Darkly
  - Камера помътняла. София: ИнфоДар, 2005, 406 с. ISBN 954-761-193-3

### Повести и разкази
- Colony („Колонията“, публикуван в сборника разкази „Лица и маски“, 1993 г.)
- Oh, to Be a Blobel! („Какво щастие е да си блобъл“, публикуван в сборника разкази „Двама са много“, 1993 г.)
- Pay for the Printer („Възнаграждение за печатаря“, публикуван в списание „Фантастични истории“ бр. 2, 1992 г.)
- Precious Artifact („Безценен артефакт“)
- The Alien Mind („Чужд разум“, публикуван в сборника разкази „Мечът на осмоглавия“, 1997 г.)
- The Preserving Machine („Музикалната машина“)
- Upon the Dull Earth („На земята е прекалено скучно“, публикуван в сборника разкази „Не от този свят“, 1993 г.)
- Captive Market („Пленен пазар“, публикуван в сборника разкази „Бримка във времето“, 2001 г.)
- We Can Remember It for You Wholesale („Ние можем да си спомним всичко вместо вас“)

### Филмови адаптации
| #  | Филм                                                     | Година      | Режисьор                         | По произведение                             | Година | Тип    |
| -- | -------------------------------------------------------- | ----------- | -------------------------------- | ------------------------------------------- | ------ | ------ |
| 1  | „Блейд Рънър“ „Blade Runner“                             | 1982        | Ридли Скот                       | „Сънуват ли андроидите електроовце“         | 1968   | роман  |
| 2  | „Зов за завръщане“ „Total Recall“                        | 1990        | Пол Верховен                     | „Ние можем да си спомним всичко вместо вас“ | 1966   | разказ |
| 3  | „Confessions d'un Barjo“                                 | 1992        | Jérôme Boivin                    | „Confessions of a Crap Artist“              | 1975   | роман  |
| 4  | „Писъци“ „Screamers“                                     | 1995        | Кристиан Дюгей                   | „Second Variety“                            | 1953   | разказ |
| 5  | „Специален доклад“ „Minority Report“                     | 2002        | Стивън Спилбърг                  | „Специален доклад“                          | 1956   | разказ |
| 6  | „Impostor“                                               | 2002        | Gary Fleder                      | „Impostor“                                  | 1953   | разказ |
| 7  | „Заплащането“ „Paycheck“                                 | 2003        | Джон Ву                          | „Paycheck“                                  | 1953   | разказ |
| 8  | „Камера потъмняла“ „A Scanner Darkly“                    | 2006        | Ричард Линклейтър                | „Камера помътняла“                          | 1977   | роман  |
| 9  | „Next“                                                   | 2007        | Лии Тамахори                     | „Златният човек“                            | 1954   | разказ |
| 10 | „Radio Free Albemuth“                                    | 2010        | John Alan Simon                  | „Radio Free Albemuth“                       | 1976   | роман  |
| 11 | „Агенти на съдбата“ „The Adjustment Bureau“              | 2011        | Джордж Нолфи                     | „Adjustment Team“                           | 1954   | разказ |
| 12 | „Зов за завръщане“ „Total Recall“                        | 2012        | Лен Уайзман                      | „Ние можем да си спомним всичко вместо вас“ | 1966   | разказ |
| 13 | „Човекът във високия замък“ „The Man in the High Castle“ | 2015 - 2019 | Даниел Пърсивал Джон Фосет и др. | „Човекът във високия замък“                 | 1963   | роман  |